# Brevet (kortfilm fra 1967)
 For alternative betydninger, se Brevet. (Se også artikler, som begynder med Brevet)
Brevet er en dansk kortfilm fra 1967 instrueret af Finn Karlsson efter eget manuskript.

## Handling
Slutafsnittet af Stefan Zweigs novelle om en kærlighedshistorie, der tager sin begyndelse i en 13-årig piges følsomme sind og finder sin afslutning i den 30-årige fornedrede kvindes endelige resignation.

## Medvirkende
- Nuni Tholstrup
- Ove Rud
- Ejner Federspiel